# Calotes calotes
El lagarto verde común de bosque (Calotes Calotes) es una especie de reptil de la familia Agamidae que se encuentra en bosques de India y Sri Lanka.
Dorsalmente tiene una brillante coloración verde con bandas transversales color crema o verde oscuro.
La cabeza es de color amarillento o verde amarronado en la hembra mientras que en el macho durante la época de apareo su cabeza y garganta toman un color rojo brillante.
No está claro el largo máximo que alcanza para algunos autores alcanzan los 55 cm mientras que para otros su largo máximo es de 65 cm.